# Инвестиционные издержки
Инвестиционные издержки — издержки, осуществляемые на инвестиционной стадии реализации проекта. Они включают в себя финансовые затраты на:
- Предпроектные исследования, в том числе НИОКР;
- Подготовку проектной документации для строительства;
- Расходы на разрешения, согласования и лицензирование деятельности;
- Расходы на приобретение или строительство недвижимости;
- Расходы на оборудование;
- Расходы на доставку оборудования;
- Расходы на обязательные налоговые платежи и таможенные пошлины;
- Расходы на монтаж и запуск оборудования;
- Расходы на ввод в эксплуатацию объекта (в том числе подключение к сетям и т.п).